# Temperatura de bulbo seco

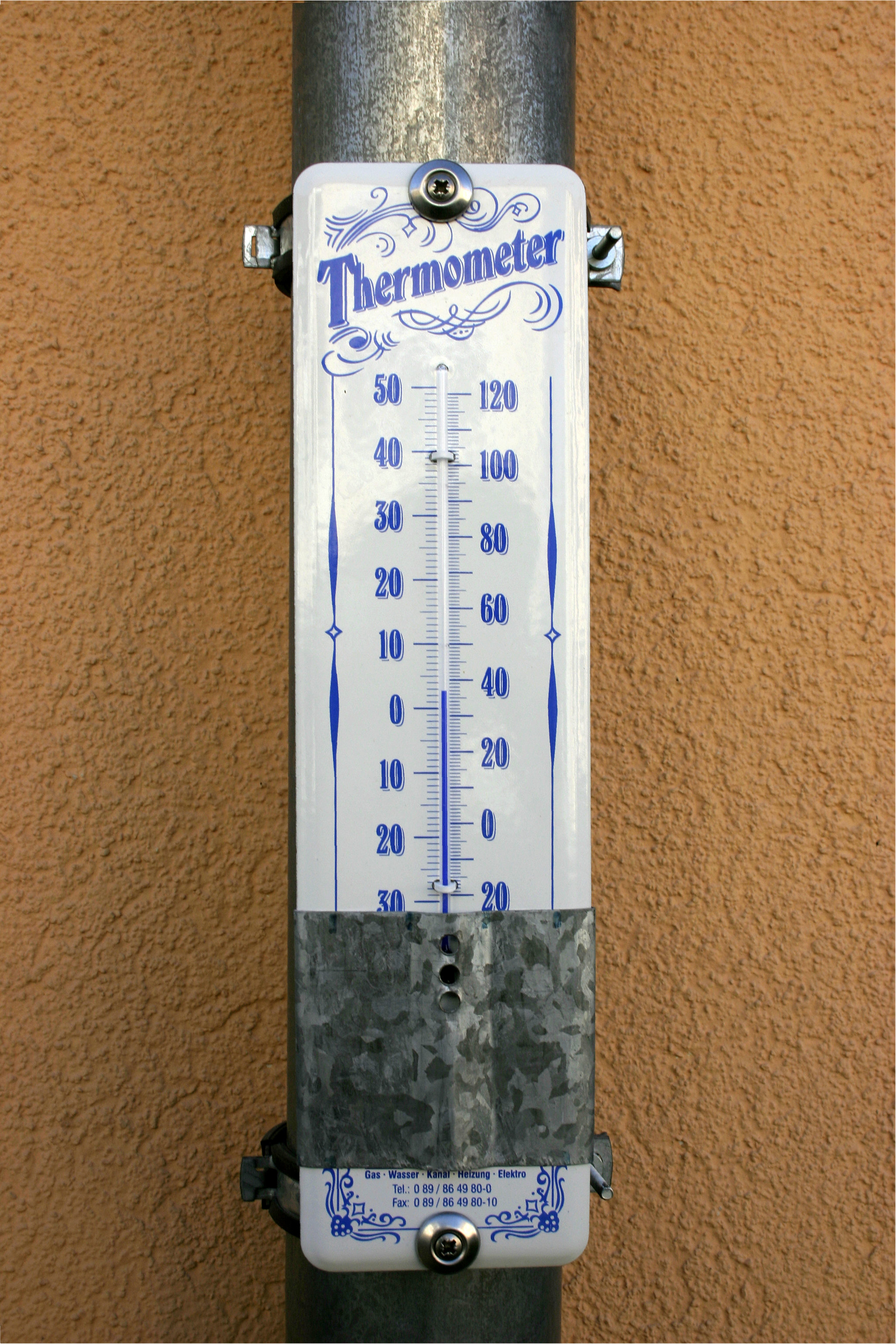
Termómetro convencional para medición de temperatura de bulbo seco.

La temperatura de bulbo seco o temperatura seca es la medida con un termómetro convencional de mercurio o similar cuyo bulbo se encuentra seco.
Esta temperatura, junto con la temperatura de bulbo húmedo, es utilizada en la valoración del bienestar térmico, en la determinación de la humedad del aire y en psicrometría para el cálculo y  estudio de las transformaciones del aire húmedo.
Mediante el diagrama psicrométrico o carta psicrométrica es posible a partir de dos valores de entrada, uno de los cuales suele ser la temperatura seca por su fácil determinación, conocer el resto de las propiedades de las mezclas de aire seco y vapor de agua.
Es utilizado en meteorología, minería subterránea ventilación natural, climatización, en arquitectura bioclimática y en arquitectura sustentable, entre otros.
La unidad de medida en el Sistema Internacional es el kelvin (K), aunque sigue utilizándose y está muy generalizado el grado Celsius (°C). En los países anglosajones sigue utilizándose la escala Fahrenheit (°F).
Kelvin {\displaystyle \;\Rightarrow K={^{0}C}+273,15}
Celsius {\displaystyle \;\Rightarrow {^{0}C}={\frac {^{0}F-32}{1,8}}}